# ギュンター・ラファエル
ギュンター・ラファエル（Günter Raphael, 1903年4月30日 - 1960年10月19日）は、ドイツの作曲家。

## 経歴
ベルリンに出生。1926年に《交響曲 第1番》がヴィルヘルム・フルトヴェングラーによってライプツィヒで初演される。同年から1934年までライプツィヒ音楽院で教鞭を執るが、病気とナチ党の権力掌握に伴い（半ユダヤ人と断定されたためもあり）教職が困難となる。病弱にもかかわらず第三帝国期を生き延び、1948年にフランツ・リスト賞を授与された。1949年以降、デュイスブルク音楽大学、マインツ音楽大学、ケルン音楽大学で教壇に立った。門弟にクルト・ヘッセンベルクがいる。ヘルフォルトにて没。

## 作品
5つの交響曲のほかに、ヴァイオリン協奏曲やオルガン協奏曲、6つの弦楽四重奏曲や多数の弦楽器のための作品があり、これらの作品はいくつかが録音されてきた。またオルガン曲やピアノ曲、合唱曲も遺している。
また1918年にピアノスコアのかたちで発見された、アントニン・ドヴォルザーク初期の《チェロ協奏曲イ長調》（1865年）の遺稿を、実演用に再構成・管弦楽化し、1929年に出版した。
ブライトコプフ・ウント・ヘルテル社のバロック音楽や古典派音楽（たとえばアントニオ・ヴィヴァルディやヨハン・ゼバスティアン・バッハ、フリードリヒ大王）の出版譜の校訂を担当した。